# هدب (بكتيريا)

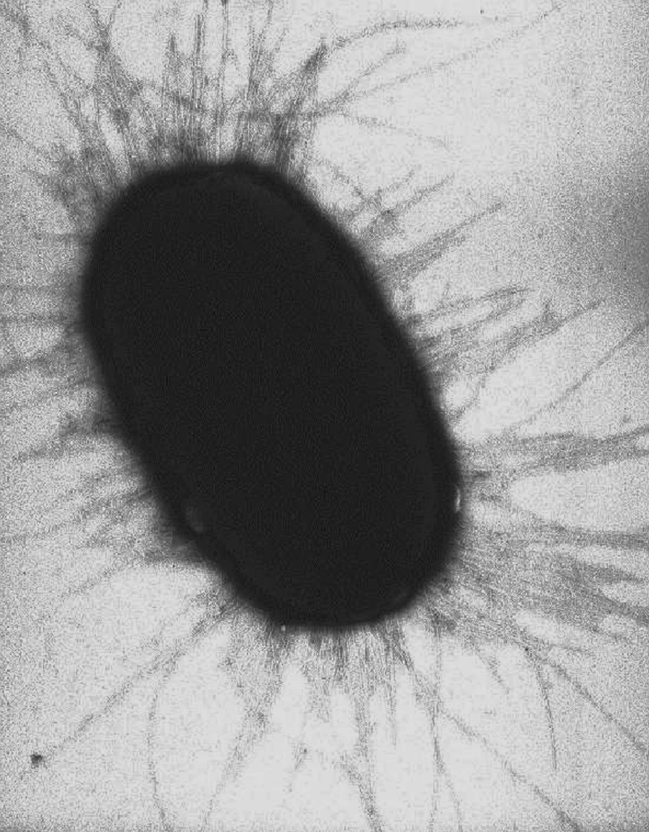
إشريكية قولونية

هدب أو خملة (بالإنجليزية: Fimbria)‏ ويُسميها بعض العُلماء الأشعار الارتباطية، هي زائدة يُمكن إيجادها في العديد من البكتيريا سلبية الغرام وبعض البكتيريا إيجابية الغرام، وتكون أَرق وأقصر من السوط. هذه الزائدة يتراوح قطرها بين 3-10 نانوميتر ويمكن أن يصل طولها إلى عدة ميكرومترات. تستخدم البكتيريا الأهداب للارتباط ببكتيريا أخرى أو للارتباط مع الخلايا الحيونية وبعض الأجسام الجامدة. من الممكن أن تمتلك البكتيريا العديد مثل 1000 هُدبة. الأهداب مرئية فقط عن استعمال المجهر الإلكتروني. من الممكن أن تكون الهُدبة مستقيمة أو مرنة.

## الفَوْعَة
تُعتبر الأهداب واحدة من الآليات الأساسية في فَوعَة الإشريكية القولونية والبورديتيلا الشاهوقية والمكورة العنقودية والعقدية. وجود الأهداب يُعزز كثيرًا من قدرة البكتيريا على الارتباط بالمُضيف وإحداث المرض.

## روابط خارجية
- Fimbriae+Proteins في المكتبة الوطنية الأمريكية للطب نظام فهرسة المواضيع الطبية (MeSH).